# ويليام جوزيف براون
ويليام جوزيف براون هو قاضي وسياسي كندي، ولد في 3 مايو 1897 بسانت جونز في كندا، وتوفي في 10 يناير 1989. حزبياً، نشط في الحزب الكندي التقدمي المحافظ. وقد انتخب عضو مجلس العموم الكندي.